# Sint-Corneliuskerk (Achtmaal)
De Sint-Corneliuskerk is een rooms-katholieke kerk aan de Pastoor de Bakkerstraat in Achtmaal in de Nederlandse provincie Noord-Brabant.
De Heilige Corneliuskerk is gebouwd in 1863. Hij is ontworpen door P. Soffers. In 1923-1924 werd de kerk uitgebreid. Het is een driebeukige kruiskerk. De kerk heeft een vierkante kerktoren met achtzijdige spits.
Het koor heeft een driezijdig gesloten apsis. Tussen het midden- en zijschip staan zuilen, beschilderd als marmer. De vloer heeft zwarte marmeren tegels. Links in de kerk is een biechtstoel. Bij de ingang is een houten Mariabeeld uit 1887 van F. de Vriendt en twee vierkante panelen met houtsnijwerk.

## Galerij

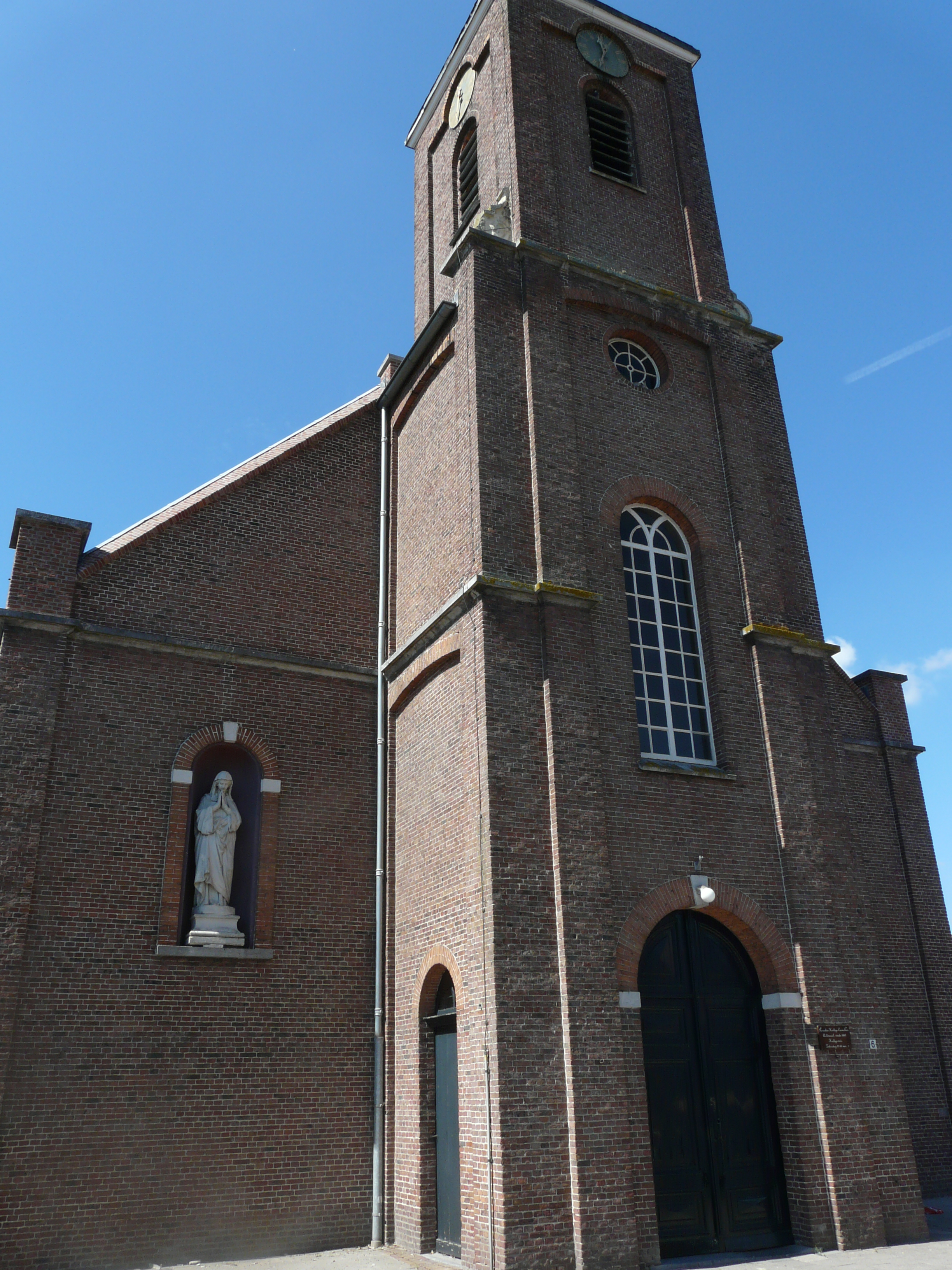
Sint-Corneliuskerk
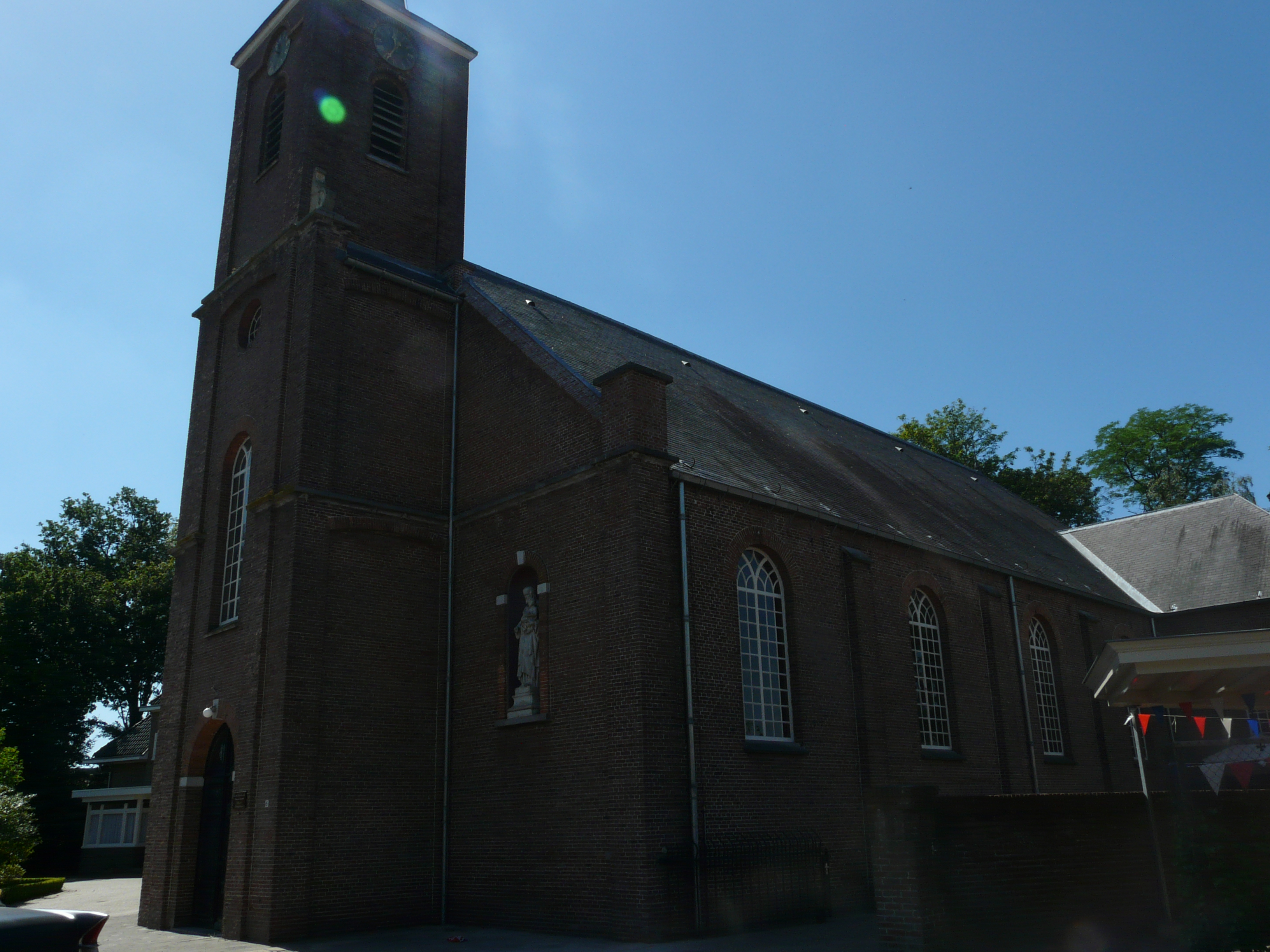
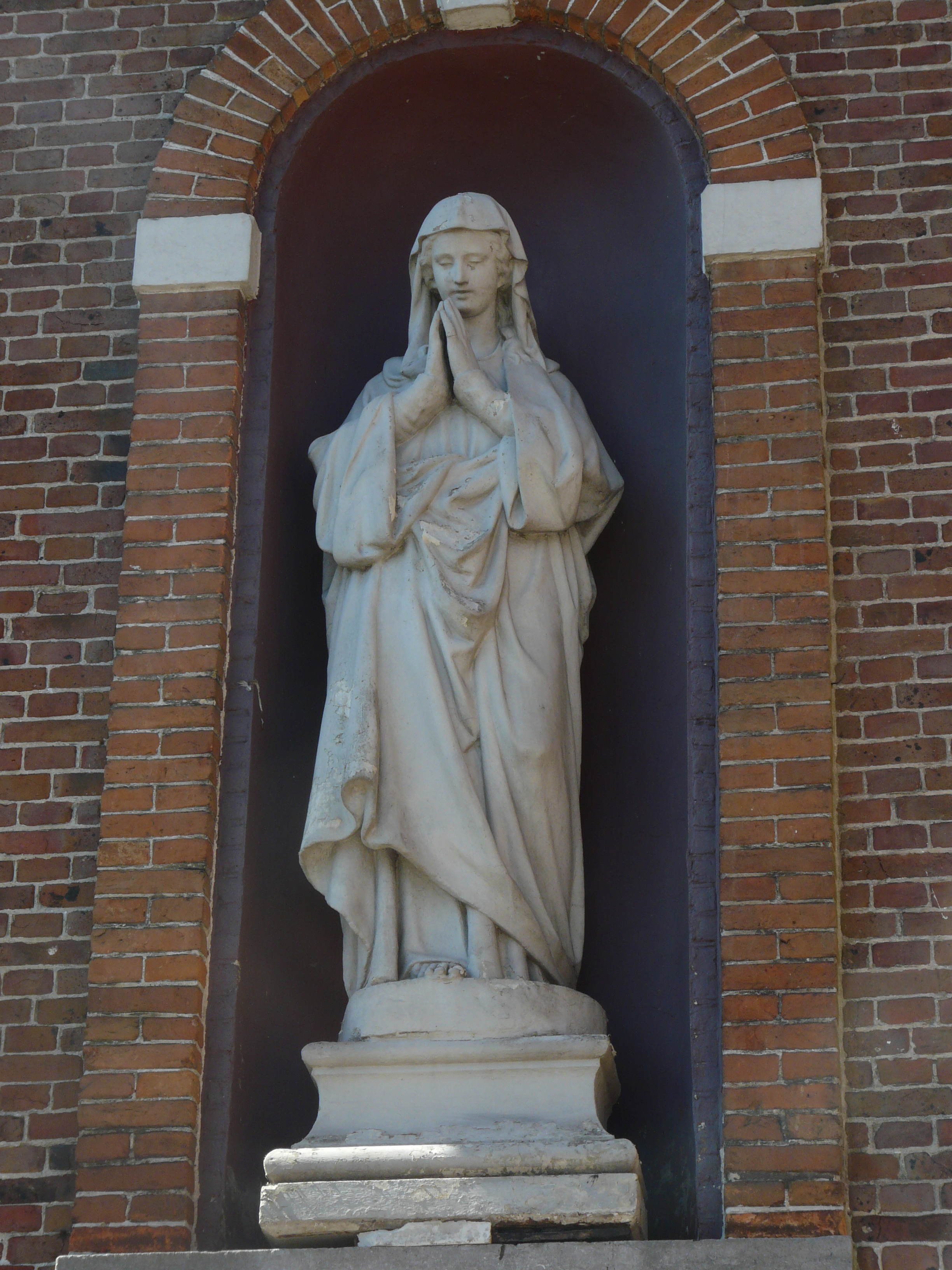
Detail voorgevel
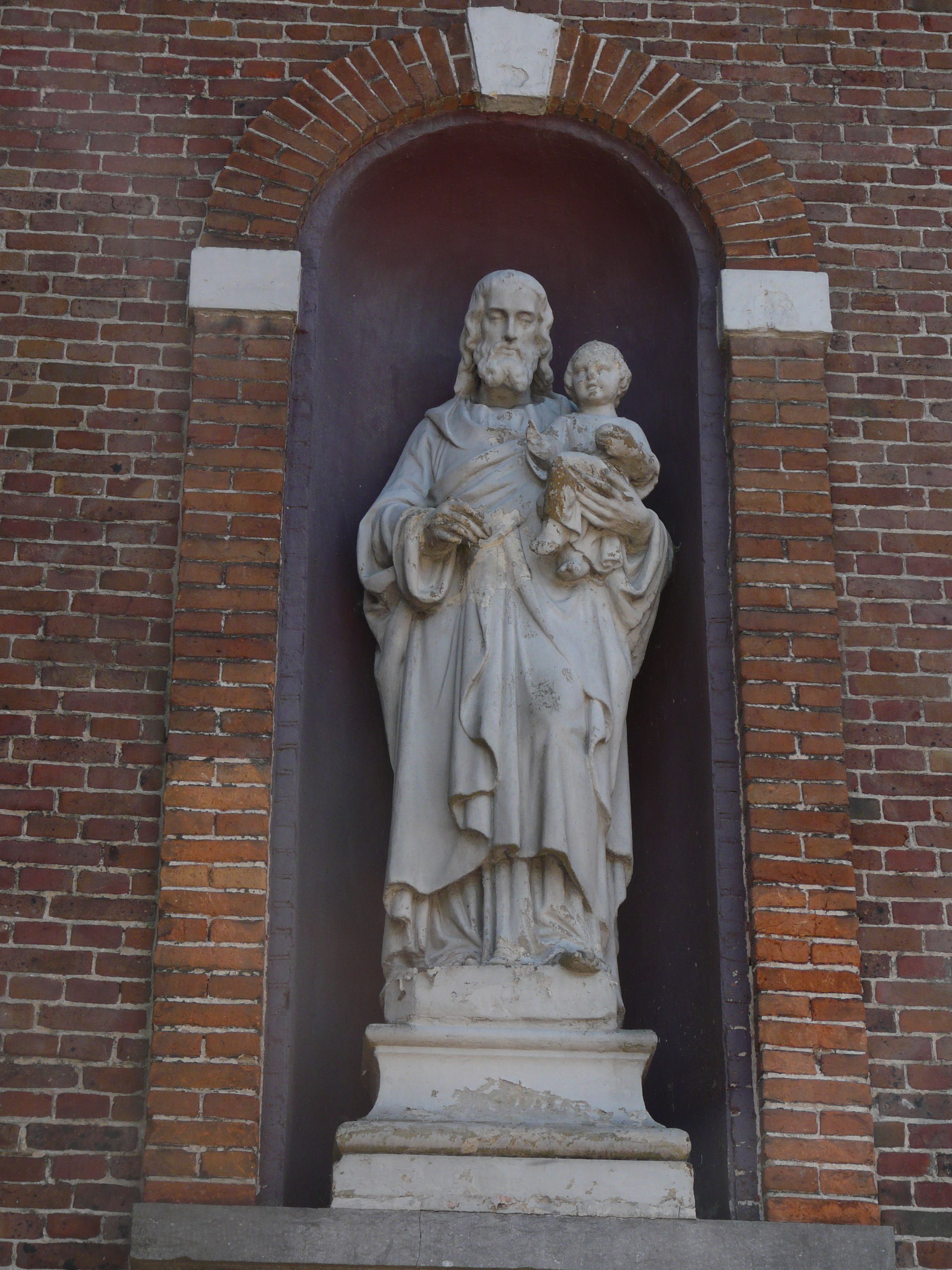
Detail voorgevel